# Aegyptobia aletes
Aegyptobia aletes är en spindeldjursart som först beskrevs av Pritchard och Baker 1952.  Aegyptobia aletes ingår i släktet Aegyptobia och familjen Tenuipalpidae. Inga underarter finns listade i Catalogue of Life.